# The Highbinders
The Highbinders è un cortometraggio muto del 1915 diretto da Tod Browning.

## Produzione
Il film fu prodotto dalla Majestic Motion Picture Company.

## Distribuzione
Distribuito dalla Mutual Film, il film - un cortometraggio in due bobine della durata di una ventina di minuti - uscì nelle sale cinematografiche USA il 18 aprile 1915.
Non si conoscono copie ancora esistenti della pellicola che viene considerata presumibilmente perduta.